# أنجيل (قرية)
أنجيل هي جماعة مغربية تنتمي لإقليم بولمان، جنوبي مدينة فاس وهي عبارة عن هضبة كبر يمتد شمالا من سد إنجيل إلى القرب من مدينة ميدلت جنوبا وشرقا مدينة ميسور وغربا قرية كيكو وغالبية سكانه من قبائل ايت يوسي أما الساكنة الأخرى فهي من ايت سغروشن وايت مروول وبعض القبائل الأخرى. تضم هذه البلدة 8.164 ساكنا حسب إحصاء 2004.

## محمية غزال آدم
تقع المحمية على بعد 45 كيلومترا من مدينة ميسور، على مستوى جماعة أنجيل (إقليم بولمان)، حيث تم إحداثها على مساحة تقدر بـ247 هكتارا، من أجل إعادة توطين وتكاثر غزال آدم. حيث تعد المحمية البيولوجية لأنجيل، المحدثة سنة 1998، والتي تشرف على تسييرها الإدارة الإقليمية للوكالة الوطنية للمياه والغابات، فضاء طبيعيا وإيكولوجيا متفردا لحماية وإعادة توطين وتكاثر هذا الصنف من الغزال، الذي يعتبر من الأصناف المهددة بالانقراض في المغرب والعالم.